# (4964) Kourovka
(4964) Kourovka (1979 OD15) – planetoida z pasa głównego asteroid okrążająca Słońce w ciągu 3,4 lat w średniej odległości 2,26 j.a. Odkryta 21 lipca 1979 roku.